# Gluirschhöfe
Gluirschhöfe (auch bekannt als Gluirschhof oder Gluirschegg) ist eine abgegangene Einzelsiedlung in der Katastralgemeinde Wilten in Innsbruck.

## Lage und Anbindung
Der Gluirschhof befindet sich am Viller Berg (eine Abzweigung der Igler Straße), jedoch ist dieser ein Privatweg. Die vielen Wanderwege der Sillschlucht verbinden die Gluirschhöfe mit der Ortschaft Vill bzw. mit Innsbruck. 
Die Buslinien J und N7 halten an der Haltestelle Gluirschegg bei der Igler Straße. Diese Haltestelle wird aber selten genutzt.

## Geschichte und Sehenswürdigkeiten

### Oberer Gluirschhof

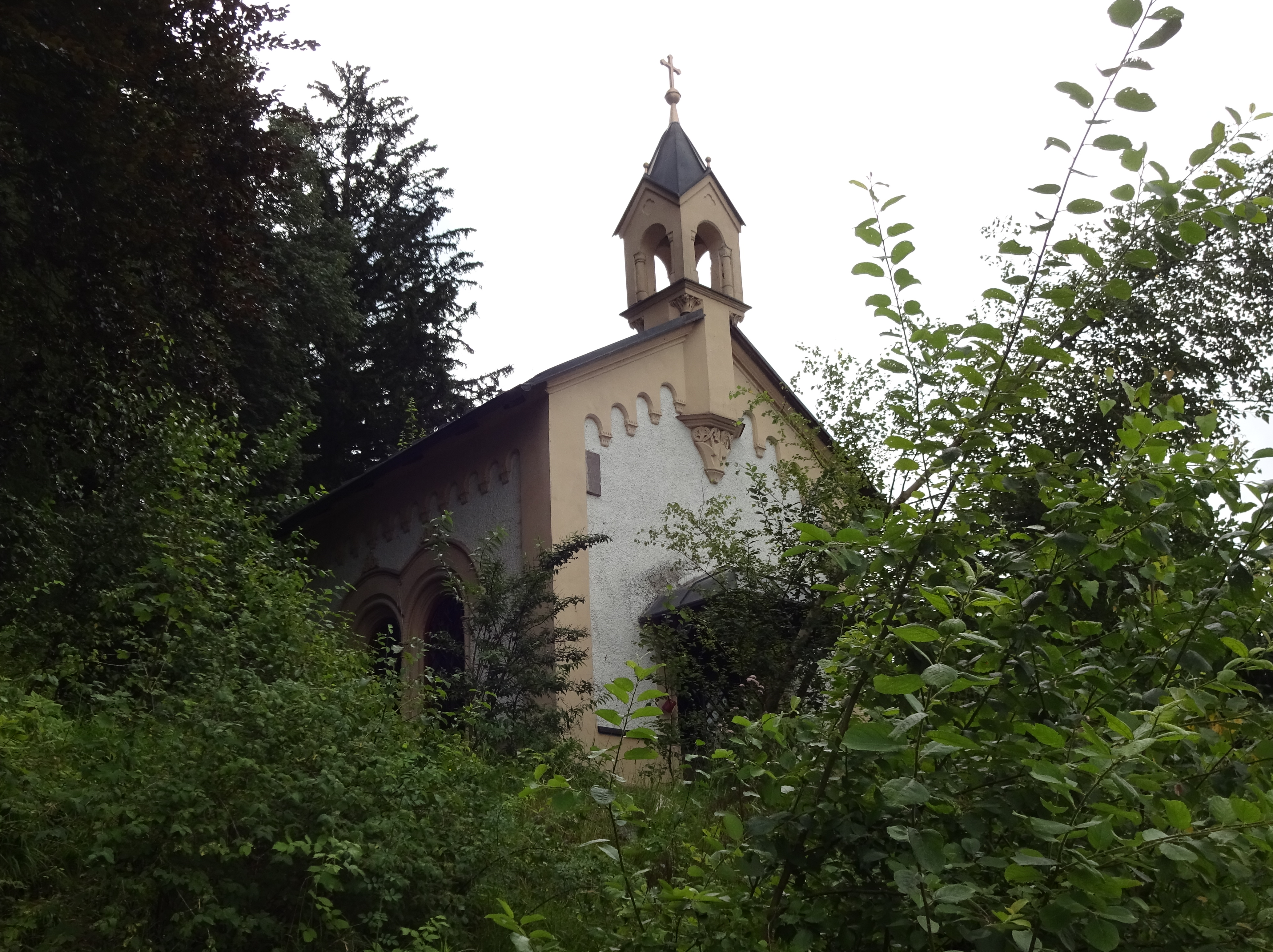
Blick auf die Gluirschhofkapelle von unten

Der obere Gluirschhof (auch Pembaurhof genannt) ist eine verlassene Pension, die früher der Pembaur-Familie gehört hat. Hier wurden auch Flüchtlinge aufgenommen nach dem Zweiten Weltkrieg. Juli 2023 gab es einen Brand am Pembaurhof, der schwer zu löschen war, da keine Wasserquellen in der Nähe zu finden waren.(⊙) Aufgrund dessen gab es schon 2023 Pläne die Altlast beim oberen Gluirschhof zu sanieren.

### Unterer Gluirschhof
Im unteren Gluirschhof wohnte die Familie Weber. Am Anfang des 21. Jahrhunderts fiel er zum Opfer kommerzieller Betriebe, die das Grundstück als illegale Ablagerung verwendeten.(⊙)

### Gluirschhofkapelle
Die Gluirschhofkapelle steht erhöht südöstlich des Pembaurhofes (⊙). Die neuromanische Hofkapelle mit leicht eingezogener Rundapsis und Giebelreiter wurde 1862 von der Firma Johann Huter & Söhne errichtet. Im tonnengewölbten Inneren befinden sich ein Steinaltar und ein Gemälde, welches den Hl. Martin darstellt sowie die Burg Straßfried, die sich ein paar hunderte Meter südlich auf einer Anhöhe befunden hat.